# Golfo de Fonseca

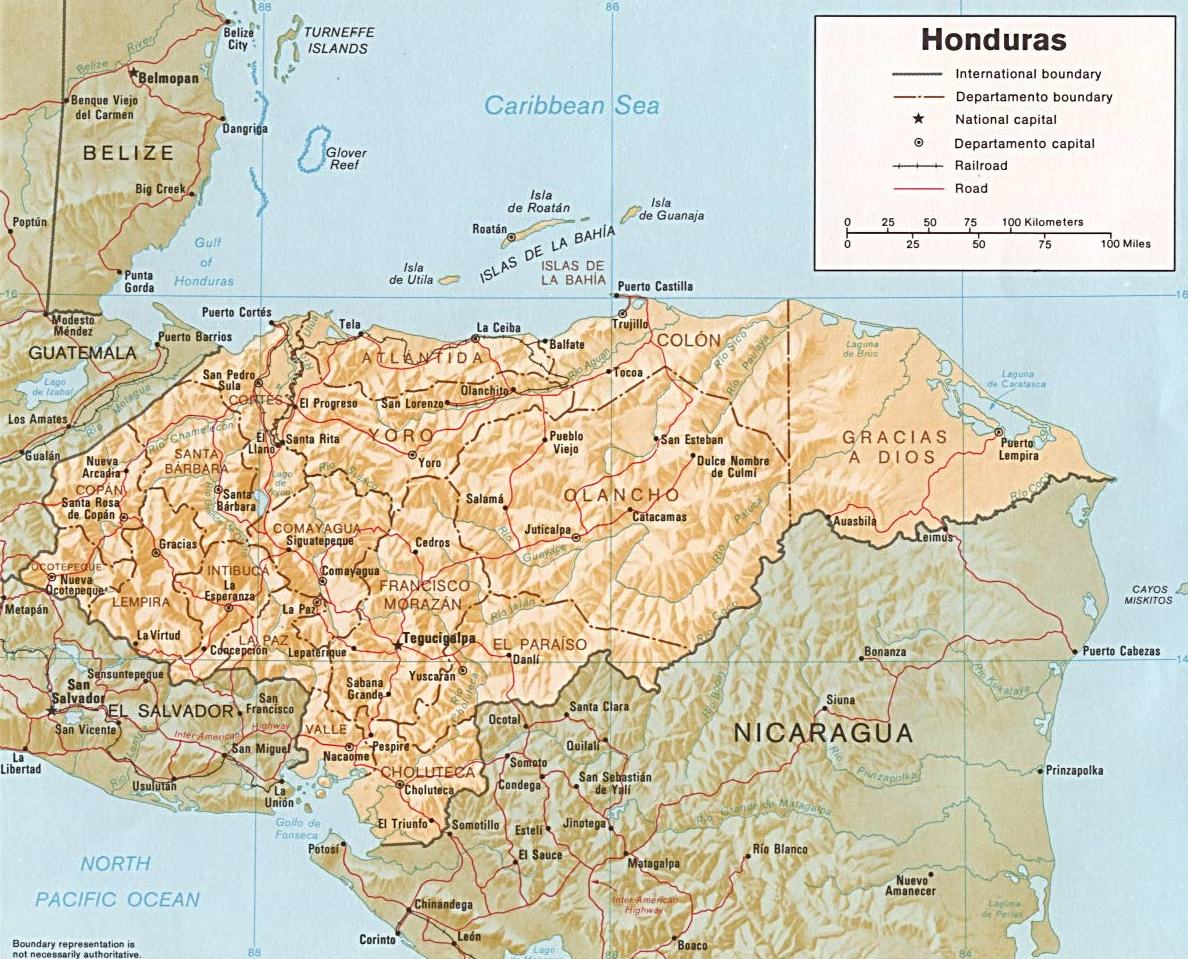
Mapa mostrando a posição do golfo (embaixo à esquerda), dividido entre Honduras, El Salvador e Nicarágua

O golfo de Fonseca é uma baía protegida do oceano Pacífico, limitada a noroeste por El Salvador, a nordeste por Honduras e a sudeste da Nicarágua. Descoberto em 1522 por exploradores espanhois, o golfo adentra cerca de 65 km para o interior centro-americano, cobrindo uma área de cerca de 3.200 km². Sua entrada, marcada pelo cabo Amapala em El Salvador e cabo Cosigüina na Nicarágua, apresenta cerca de 32 km de diâmetro, mas alarga-se a aproximadamente 80 km mais para dentro.
O golfo de Fonseca é alimentado pelos rios hondurenhos Goascorán, Choluteca e Negro, bem como o rio Estero Real da Nicarágua. As margens do golfo são cobertas com manguezais, exceto no oeste, onde o vulcão Conchagua, em El Salvador, se eleva acentuadamente a partir da costa. Entre suas ilhas, são notáveis Zacate Grande, El Tigre e Meanguera. Os manguezais ocupam 1,100 km², o que corresponde a aproximadamente 22% da área total de mangue ao longo da área centro-americana banhada pelo Pacífico. Os recursos naturais do golfo ainda hoje sustentam a pesca artesanal e a coleta de moluscos e crustáceos.
Os principais portos são La Unión, em El Salvador, Amapala, na ilha de El Tigre, Honduras, e Puerto Morazán, que se situa a montante do rio Estero Real, na Nicarágua.

## História

### Achados arqueológicos
A região do golfo que faz parte da fronteira oriental de El Salvador com Honduras é composta de uma grande variedade de ambientes costeiros, incluindo ilhas, manguezais, praias de areia e falésias rochosas. Esse ambiente tem sido objeto de relativamente pouca modificação durante os séculos desde o descobrimento e preserva rica flora e fauna.
No passado pré-hispânico, o golfo de Fonseca forneceu a base para um assentamento humano denso em suas ilhas e margens continentais, com mais de dez principais locais atualmente conhecidos. Por isso sambaquis são comumente achados no local, formados por longos períodos de tempo, com o descarte dos moluscos que se acumularam camada por camada. Datas disponíveis para essas camadas variam de 1850 a.C. (atualmente a data mais antiga da história de El Salvador) ao período colonial. Vestígios arquitetônicos são encontrados em alguns sambaquis e outros tipos de sítios, e incluem objetos acumulados em montículos, assim como ruínas das primeiras igrejas coloniais.
Durante o período proto-histórico, essa área do golfo foi povoada pelo grupo étnico Lenca. Em virtude das investidas frequentes de piratas, as comunidades Lenca situadas nas ilhas foram abandonados no final do século XVII, e seus habitantes optaram por se mudar para o continente.

### Litígio
Os três países com saída para o golfo — Honduras, El Salvador e Nicarágua — estiveram envolvidos em uma longa disputa sobre os direitos e as ilhas localizadas nele. Em 1992, uma câmara do Tribunal Internacional de Justiça (TIJ) decidiu a disputa sobre as terras, ilhas e fronteiras marítimas. A TIJ determinou que El Salvador, Honduras e Nicarágua deveriam compartilhar o controle sobre o golfo e suas riquezas.
No fim da disputa, a El Salvador foram concedidas as ilhas de Meanguera e Meanguerita, já a Honduras foi garantida a soberania sobre a ilha de El Tigre e outras próximas a sua costa.

## Galeria

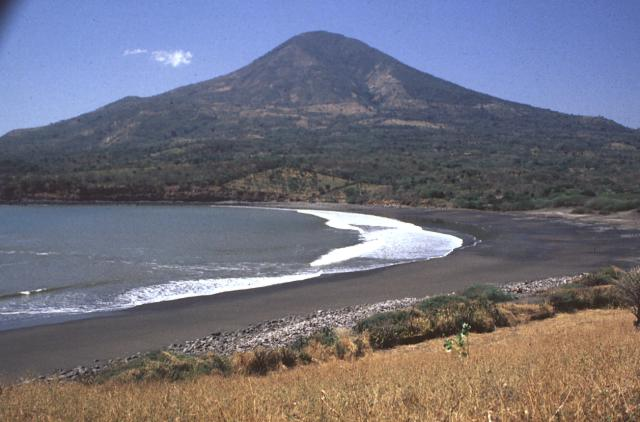
O vulcão Conchagua se eleva sobre as praias arenosas do golfo a sudeste de El Salvador.
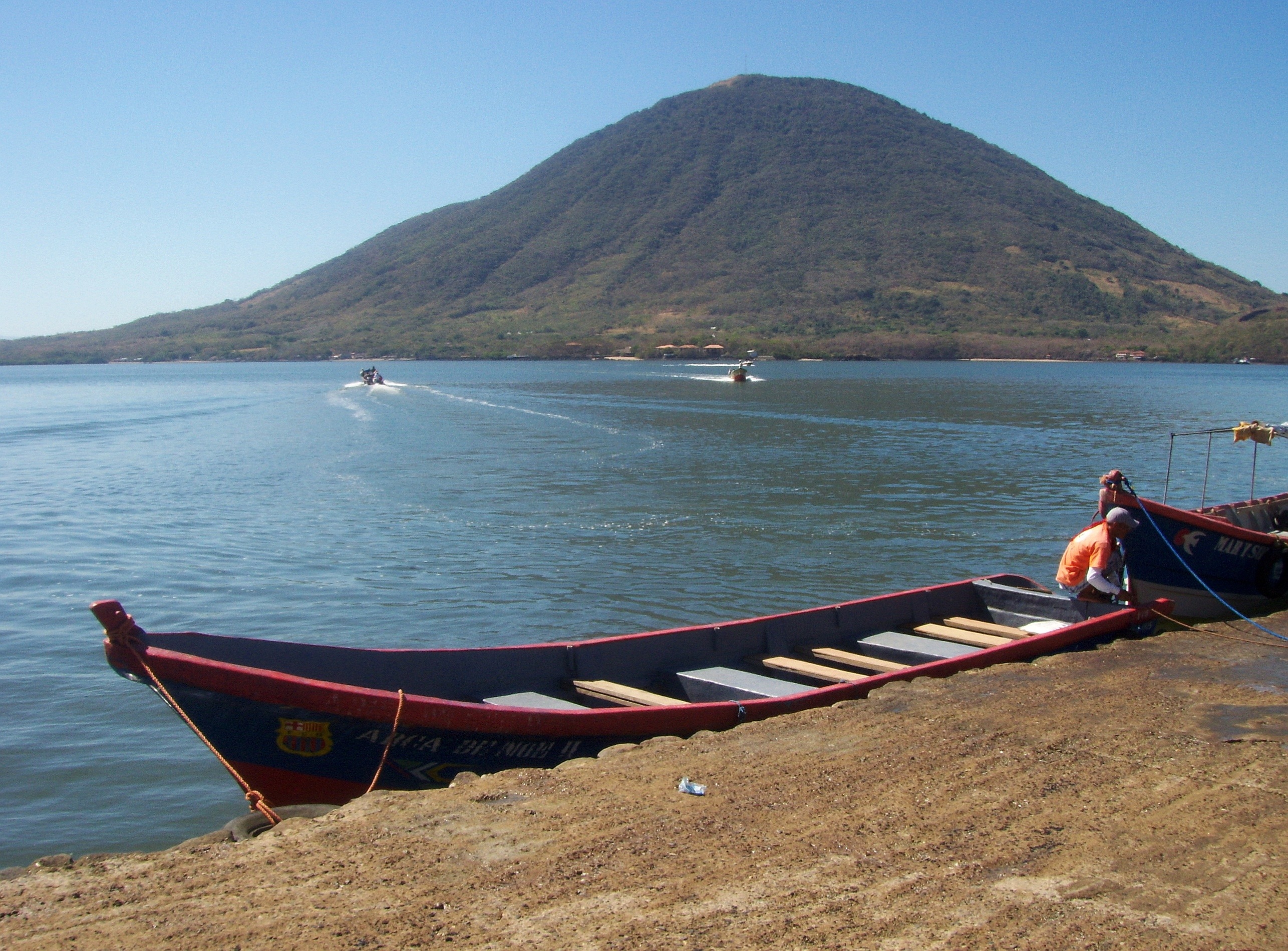
Ilha de El Tigre, no golfo de Fonseca, pertencente a Honduras. Vista a partir do cais de Coyolito
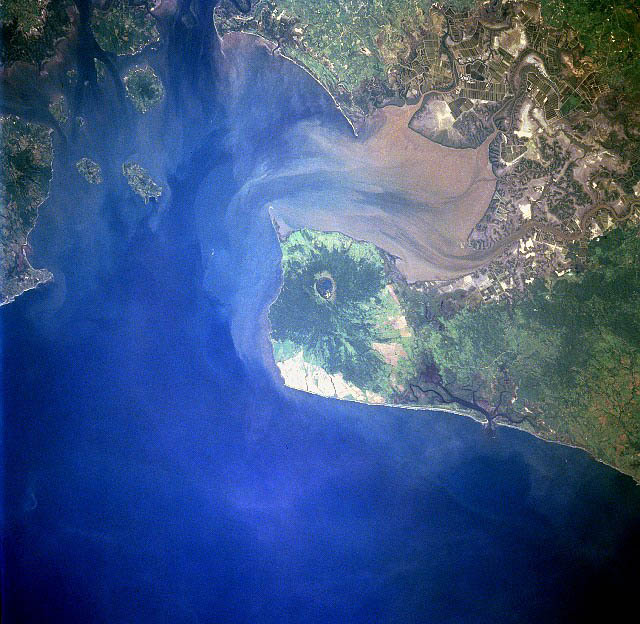
Golfo de Fonseca, foto pela NASA